# دار بوهاشم
دار بوهاشم هو قصر في مدينة تونس العتيقة، تحديدا في زنقة (طريق مسدود) بوهاشم.

## الموقع

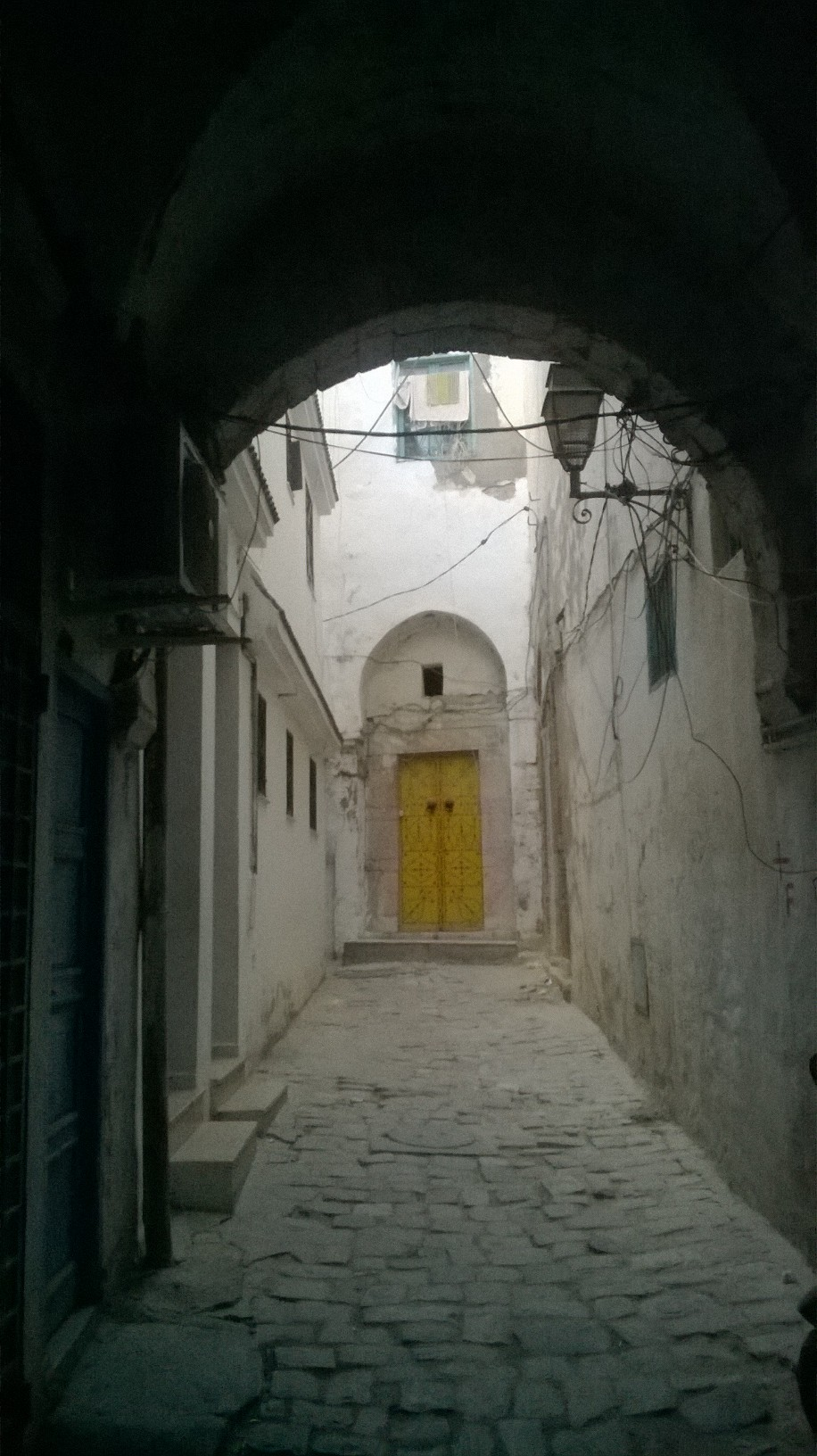
منظر لزنقة أو دريبة بوهاشم.

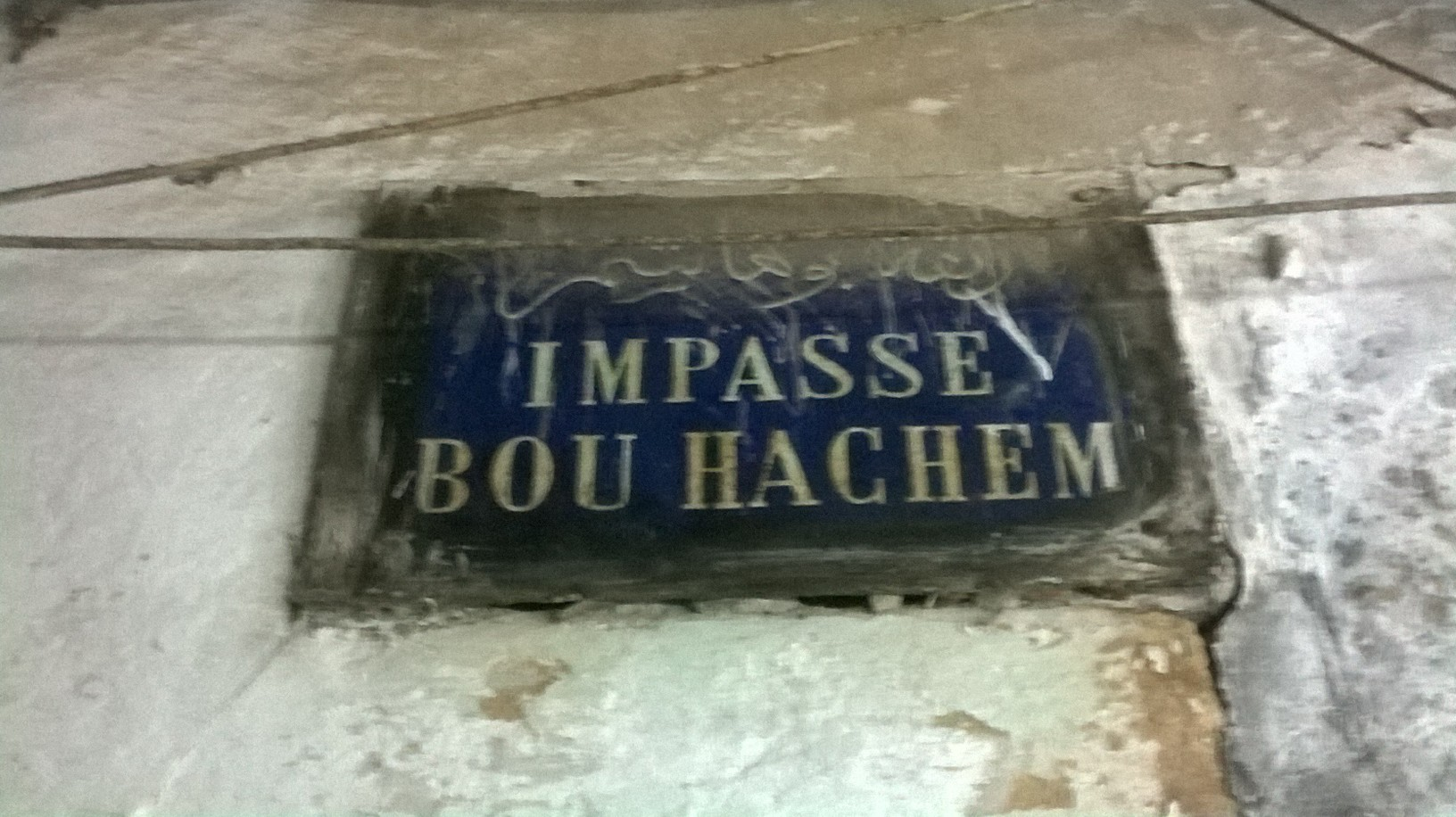
لوحة تبين زنقة بوهاشم (زقاق مسدود).

يقع القصر في طريق مسدود أو زنقة باللهجة التونسية، تحمل نفس اسمه، وسابقا كانت دريبة أو زقاق خاص يخرج من نهج القصبة. هذه الزنقة كانت تحتوي على أبواب عدة منازل وقصور، كان بعضها تحت ملك رجل واحد، وهو بوهاشم. يبلغ عدد هذه القصور خمسة: دار الصيادي، دار الدنوني، دار الاسطنبولي، دار الملولي ودار بوهاشم.

## عائلة بوهاشم
المُلاَّك كانوا من أغنياء مُلاَّك الأراضي الذين سكنوا بتونس العاصمة تحت الحكم الحسيني. سكنوا بهذا القصر أثناء القرن التاسع عشر وبداية القرن العشرين.

## الهندسة
الدخول إلى الزنقة أو الدريبة (زقاق مسدود) يغلق كل مساء باب صلب يطل على نهج القصبة. هذا الزقاق المسدود هو ممر ضيق، مغطى في بدايته بخمسة أقبية تسقيفية ذات حواف عالية تركتز على أقواس، ثم يعود ثانيا ليفتح على السماء، على جانبيه سورين عاليين، وينتهي بالتفاف صغير على الزاوية اليمنى للزقاق. في آخره توجد المنازل المحلية. 

أبواب المخزن محاطة بأحجار مع أقواس مكسرة، تفتح على ممر مغطى. 

الفناء المرتفع محاط بشقق مزينة بالخزف والجص والرخام.

## مقالات ذات صلة
- قصور مدينة تونس